# Lamprosema ommatalis
Lamprosema ommatalis là một loài bướm đêm trong họ Crambidae.